# Ахметов Рустам Фагімович
Ахметов Рустам Фагімович (нар. 17 травня 1950, м. Житомир, УРСР) — український спортсмен-легкоатлет (стрибки у висоту), майстер спорту СРСР міжнародного класу, доктор наук з фізичного виховання та спорту, професор, заслужений працівник фізичної культури та спорту України, завідувач кафедрою теорії і методики фізичного виховання Житомирського державного університету.

## Біографія
Рустам Ахметов народився 17 травня 1950 року в Житомирі у сім'ї військовослужбовця. Батько Фагім Абдурахманович був офіцером Радянської Армії, невдовзі його по службі перевели до Бердичева і сім'я переїхала сюди з Житомира. У 1967 році Рустам закінчив міську середню школі № 3 м. Бердичева.
Ще підлітком Рустам почав займатися у відомій спортивній школі тренера зі стрибків у висоту Віталія Олексійовича Лонського, яка діяла на той час у Бердичеві. Майстерність хлопця швидко прогресувала, у 12 років при зрості 1,55 м він уже мав третій спортивний розряд, у тринадцять — вже другий. Але, маючи спадкову схильність до низького зросту (у 15 років його зріст був 164 см, зупинка росту позначилась на спортивних результатах. Тренер поставив перед Рустамом умову, що той підросте на 20 см. Рустам почав займатися спортивними вправами на розтягування, приймав вітаміни, і за три роки підріс на 23 см. В майбутньому ці вправи стали основою його методики збільшення зросту для спортсменів.
У 1967 році ще до закінчив школи Рустам Ахметов став майстром спорту, подолавши планку на висоті 2 метра 3 см.
У 1968 років він вперше виїхав за кордон, на матч Франція-СРСР серед юніорів.
У 1973 році закінчив Київський державний інститут фізичної культури за спеціальністю «Фізична культура і спорт» і здобув кваліфікацію викладача фізичної культури і спорту. Він поєднав навчання з інтенсивним тренуванням. На студентські роки випали найбільші успіхи Рустама Ахметова у спортивній кар'єрі: він став шестикратним чемпіоном України (двічі встановлював рекорд України — 219 см і 223 см), переможцем V Спартакіади народів СРСР (1972). Рустам був учасником XX Олімпійських ігор у Мюнхені, де виборов восьме місце. За свої досягнення він отримав звання майстра спорту СРСР міжнародного класу.
У 1979 році Рустам Ахметова закінчив аспірантуру на кафедрі біомеханіки спорту Всесоюзного науково-дослідного інституту фізичної культури (спеціалізація — біомеханіка спорту). У 1980 захистив кандидатську дисертацію щодо використання технічних засобів при стрибках у висоту.
З 1979 року працює у Житомирському державному університеті ім. І. Франка, де пройшов шлях від старшого викладача до завідувача кафедри фізичного виховання. Він викладає навчальні предмети біомеханіка, основи наукових досліджень, методика і методологія наукових досліджень, спортивна метрологія. Його наукові інтереси та досягнення: управління системою багаторічної підготовки спортсменів швидкісно-силових видів спорту. Ним створена науково-дослідницька лабораторія, виготовлені пристрої та тренажери, що сприяють раціоналізації навчально-тренувального процесу в педагогічних вузах.
Рустам Ахметов є одним з ініціаторів проведення в Бердичеві щорічних змагань найкращих стрибунів у висоту на призи Віталія Олексійовича Лонського.
У 2006 році Рустам Ахметов захистив докторську дисертацію на тему: «Теоретико-методичні основи управління системою багаторічної підготовки спортсменів швидкісно-силових видів спорту (на матеріалі дослідження стрибків у висоту)», спеціальність 24.00.01 — олімпійський та професійний спорт (Київ, 2006).

## Спортивні досягнення
- 1967 — майстер спорту СРСР (203 см)
- 1969—1973 — шестиразовий чемпіон України[6]
- 1971 — майстер спорту СРСР міжнародного класу
- 1971 — бронзовий призер чемпіонату Європи, Гельсінкі (220 см)[7]
- 1971 — рекорд України (223 см)
- 1972 — переможець 5-ї Спартакіади народів СРСР (223 см)[8]
- 1972 — учасник 20-х Олімпійських ігор (Мюнхен, 8-е місце)

## Основні наукові публікації
- Ахметов Р. Ф. Пожелайте подрасти. — Житомир: Тетерев, 1992. — 87 с. ISBN 5-86868-110-X
- Ахметов Р. Ф. Сучасна система підготовки стрибунів у висоту високого класу: Навч. посібник / Р. Ф. Ахметов ; Житомирський держ. педагогічний ун-т ім. Івана Франка. — Житомир: Полісся, 2002. — 168 с. — Бібліогр.: с. 163—166. — ISBN 966-655-037-7
- Ахметов Р. Ф. Антропометрические характеристики физического развития человека и спорт. Методическое пособие. — Житомир, 2002. — 120 с.
- Ахметов Р. Ф. Теоретичні питання з фізичного виховання у процесі підготовки студентів педагогічного університету. — Житомир, 2002. — 159 с.
- Ахметов Р. Ф. Технічні пристрої і тренажери для груп спортивного вдосконалення з легкої атлетики педагогічного університету: навч. посіб. / Р. Ф. Ахметов. — Житомир, 2002. — 129 с.
- Ахметов Р. Ф. Біомеханіка фізичних вправ: навч. посібник / Р. Ф. Ахметов ; Житомирський держ. ун-т ім. Івана Франка. — Житомир: Видавництво ЖДУ, 2004. — 124 с. — Бібліогр.: с. 121—122. — ISBN 966-8456-15-7
- Ахметов Р. Ф. Теоретико-методичні основи управління багаторічною підготовкою стрибунів у висоту високого класу / Р. Ф. Ахметов. — Житомир: [б.в.], 2005. — 284 с. — Бібліогр.: с. 266—273. — ISBN 966-8456-40-8
- Ахметов Р. Ф. Легка атлетика: підручник / Р. Ф. Ахметов, Г. М. Максименко, Т. Б. Кутек. — К. : Вид-во ЖДУ ім. І. Франка, 2010. — 320 с. ISBN 978-966-485-060-2
- Ахметов Р. Ф. Зріст: генетика чи прагнення?: Монографія. — Житомир: Вид-во ЖДУ ім. І. Франка, 2013. — 244 с. — ISBN 966-8456-85-5
- Ахметов Р. Ф. Основи біомеханіки фізичних вправ: навч. посібник / Р. Ф. Ахметов ; М-во освіти і науки України, Житомир. держ. ун-т ім. І. Франка. — Житомир: Вид-во ЖДУ ім. І. Франка, 2016. — 184 с. ISBN 978-966-485-209-5

## Нагороди
- 1971 Грамота Президії Верховної Ради УРСР
- 1999 Звання «Заслужений працівник фізичної культури і спорту України»
- 1999 Нагрудний знак МОН України «Відмінник освіти України»
- 2001 Нагрудний знак «А. С. Макаренко»
- 2005 Нагрудний знак «За наукові досягнення»
- 2009 Орден «За заслуги» III ступеня
- 2015 Грамота Верховної Ради України